# Národní fotbalový stadion (Izrael)

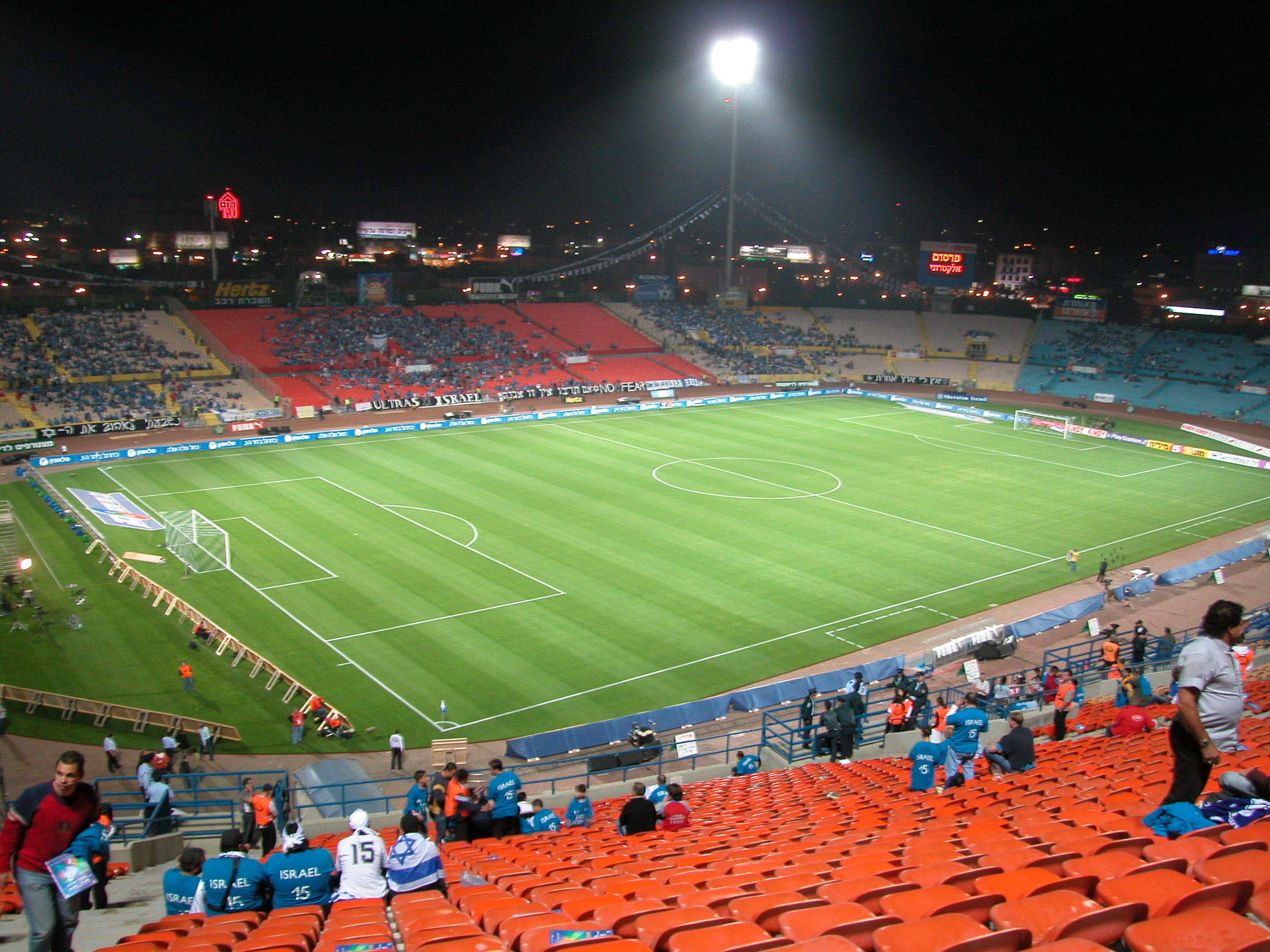
Národní fotbalový stadion, noční osvětlení

Národní fotbalový stadion též Stadion Ramat Gan (hebrejsky: איצטדיון רמת גן‎, Ictadion Ramat Gan, anglicky: Ramat Gan Stadium) je fotbalový areál ve městě Ramat Gan v Izraeli, který slouží také jako národní fotbalový stadion.

## Geografie
Leží na severozápadním okraji Ramat Ganu, poblíž hranic města Tel Aviv, na jižním břehu řeky Jarkon, podél níž západně odtud začíná souvislý zelený pás (park Jarkon), v nadmořské výšce cca 10 metrů. Severně odtud leží další sportovní areály (Národní sportovní centrum Tel Aviv). Komplex je na východě napojen na silnici číslo 482 (ulice Mivca Kadeš). Po severní straně areálu probíhá železniční trať, na níž zde stojí železniční stanice Bnej Brak.

## Popis areálu
Byl otevřen roku 1951. Později prošel několika přestavbami. Provozovatelem je Izraelská fotbalová asociace a město Ramat Gan. Má kapacitu 41 583 diváků. Plocha areálu stadionu dosahuje 8 892 akrů. Vlastní hrací plocha má rozměry 105 × 68 metrů. Kromě hlavního hřiště je v areálu také budova pro administrativu, dvě tréninková hřiště, zdravotní středisko a cca 3 900 parkovacích míst. V roce 2004 byl na stadionu dobudován nový systém osvětlení.